# Carsulae
Carsulae was een van de belangrijkste steden in Umbrië, Italië uit de Romeinse keizertijd. De stad bevindt zich op een hoogvlakte ten zuiden van Tuder, ten westen van Spoletium, ca. vier km ten noorden van San Gemini en dicht bij Cesi en Acquasparta in de zesde provincie.

## Ligging
De stad is gelegen aan de Via Flaminia, een belangrijke antieke weg die liep van Rome naar Rimini aan de Adriatische Zee. De Via Flaminia werd gebouwd in 220-219 B.C. door Gaius Flaminius. Carsulae ontstond omstreeks deze tijd, na de aanleg van de Via Flaminia, als een belangrijke stopplaats. Vanwege zijn gunstige ligging groeide Carsulae uit tot een belangrijke stad.

## Statuut
Carsulae werd een municipium (een stad die bij het Romeinse Rijk was ingelijfd en waarvan de burgers het (beperkte) Romeinse burgerrecht bezaten, maar tegelijk ook hun zelfstandig bestuur behielden uitgezonderd inzake recht en buitenlandse politiek) van het Romeinse Rijk onder de regering van keizer Augustus. Het was toen dat er verschillende grote bouwwerken gestart werden. Onder meer het amfitheater, het grootste deel van het forum en de rondboog van San Damiano. De stad behoorde tot de tribus Clustumina, een van de Romeinse wijk- of kiesdistricten. Ertoe behoren was noodzakelijk om het Romeinse burgerrecht te bezitten.
Carsulae werd plots verlaten. De oorzaak is niet met zekerheid te zeggen, maar waarschijnlijk lag een grote aardbeving aan de basis. Nadien werden er geen nieuwe steden op gebouwd. Dit heeft ervoor gezorgd dat de structuren van de antieke stad goed bewaard zijn gebleven. Tot op de dag van vandaag is de site van Carsulae nog altijd een van de best bewaarde en mooiste van Italië.

## Carsulae in de geschiedenis
In de antieke bronnen wordt de stad slechts een paar keer vermeld, o.a. door Tacitus (Tac. Hist. III, 60) die de oorlog tussen Vitellius en Vespasianus in ca. 69 n.C. beschrijft. Vespasianus’ leger dat oprukte naar Rome hield halt in Carsulae, terwijl de aanhangers van Vitellius Narnia (een stad aan de Nar-rivier, die de toegang vormde van de vallei van de Tiber naar Umbrië) innamen. Later wordt de stad nog vermeld door Plinius de Jongere (Plin. Ep. I, 4), die haar schoonheid beschrijft, en door de Griekse auteur Strabo (Strab. V, 227).

## Resten van de stad
In de 18e eeuw gaf het Vaticaan de opdracht om de resten van het antieke Carsulae op te graven. Men ontdekte er het antieke stadsplan met wegen. Hier zijn nog sporen van karren te zien die goed bewaard zijn doorheen de eeuwen.
De kerk van San Damiano werd eveneens teruggevonden. Deze werd pas in de vroegchristelijke periode gebouwd, op de grondresten van een ander antiek gebouw, waarvan de functie onbekend is. In de 13e eeuw werd deze gerestaureerd en bewoond door monniken.
In het noorden van de stad werd de rondboog van San Damiano gevonden. Die vormde de symbolische toegang tot de stad. Er was ook een aan de zuidelijke uitgang, maar die is niet bewaard.
De Via Flaminia liep door het midden van de stad. Deze vormde de hoofdstraat van de stad. Een forum werd opgegraven, met twee kleine vierzijde bogen. In het zuiden werd het afgesloten door een tempel met twee cellae.
In de basilica werden politieke zaken geregeld en vonden samenkomsten plaats.
Ook twee identieke tempels voor Castor en Pollux werden teruggevonden. Op het eerste gezicht zijn ze gemaakt in een typische Midden- tot Laat-Republikeinse stijl en bestaan uit een tempel met een podium. De kader van dat podium is pas gemaakt in de eerste eeuw n.C. De proporties ervan liggen eerder bij een Etruskische dan bij een Griekse stijl. Ze vormen een deel van een lange Etrusko-Italische traditie die parallel verliep met de Grieks geïnspireerde decoratieve architecturale details die in Italië voorkwamen in de Midden-Republikeinse tijd.
een triomfboog, waarschijnlijk een stadstoren.
Er werd ook een amfitheater teruggevonden van 86 x 62 m, gelegen in een natuurlijk dal naast de Via Flaminia. Het is opgebouwd uit kalksteen. Er werden spelen georganiseerd voor de inwoners van de stad.
Evenals werd een theater opgegraven dat op Griekse wijze tegen een helling werd gebouwd.
Verder ook fragmenten van een kolossaal beeld van keizer Claudius.
In de jaren 50 van de 20e eeuw werd onder leiding van de archeoloog Umberto Ciotti o.a. de Thermae van Carsulae opgegraven. In 2005 en 2006 werden de baden verder onderzocht. Er werden tegels, versieringen gevonden en ook verschillende kleinere voorwerpen. Aan de fijnheid en elegantie ervan te zien, werden waarschijnlijk ook vrouwen toegelaten in de thermen, althans naar het einde van het gebruik van de thermen toe. Het water haalde men uit de omliggende minerale bronnen.
Op politiek vlak werden talrijke inschriften teruggevonden in Carsulae. Deze bevatten vaak de namen van magistraten en priesters. Twee Seviri Augustales met de naam T. Flaminius zijn bekend.
Carsulae groeide uit tot een welvarende stad, met tempels, theaters, amfitheater, thermen. Ze trok veel rijke toeristen aan uit Rome.